# Rimaszécs
Rimaszécs (szlovákul Rimavská Seč) falu Szlovákiában, a Besztercebányai kerület Rimaszombati járásában.

## Fekvése
Rimaszombattól 19 km-re délkeletre, a Rima folyó bal partján található.

## Története
A gróf rimaszécsi és felsőlendvai Széchy család ősi birtoka. A 15. században vára is volt, amelyet a husziták 1451-ben elfoglaltak. 1460-ban Mátyás király visszafoglalta és leromboltatta.
Fényes Elek szerint "Rima-Szécs, magy. m. v. Gömör és Kis-Honth egyesült vmegyékben, Rosnyóhoz délre 5 mfdnyire, a Rima mellett: 735 kath., 423 ref., 18 evang. lak. Kath. és ref. anyatemplom. Földei, rétjei sikon feküsznek s igen termékenyek; szarvasmarha, kivált pedig lóvására nevezetes; lúdtollal s pehellyel is kereskedik. Hajdani birtokosa a Szécsy nemzetség várat épittetett ide. Ezt a hussiták sokáig tarták elfoglalva, de 1460-ban tőlök visszavétetett s lerontatott. A Szécsiek után Vesselényit, a II. Rákóczi Ferencz háboruja alatt gr. Eszterházy Pált, az elmulván, elébbeni birtokosát gr. Koháryt uralta, s most is hg Koháry Antal veje, h. Coburg birja. Ut. p. Rimaszombat."
Gömör-Kishont vármegye monográfiája szerint: „Rimaszécs, rimamenti magyar kisközség, körjegyzőségi székhely, 345 házzal és 1680 róm. kath. és ág. h. ev. lakossal. E község már a pápai tizedszedők jegyzékében feltűnik Seechch alakban. 1347-ben Zeech, 1427-ben Szecch, 1467-ben Rimazech alakban jegyzik fel nevét az egykorú oklevelek. A Széchiek ősi birtoka, a kiknek itt váruk is volt. 1460-ban, a mikor Bonfini Zeechum néven említi, Mátyás király a Rozgonyiaknak adományozza, de 1481-ben ismét a Széchiek birtoka. Széchi Mária után Wesselényi Ferencz birtokába jutott, a ki hűtlenség bűnébe esvén, a vár és uradalma a kir. fiscusra szállott és azután kapták a Koháryak és ezek révén szállott a Coburgokra, a kik itt ma is birtokosok. Várát a husziták elfoglalták, de 1460-ban visszavétetvén tőlük, leromboltatott. A XVII. században itt megyegyűlés is volt. 1796-ban a község országos vásárszabadalmat nyert és vásárai még a múlt században is országszerte híresek voltak. A községben járásbíróság székel, továbbá van itt polgári olvasókör, önkéntes tűzoltóegylet és a Coburg-féle uradalomnak erdészeti hivatala. A községben két templom emelkedik. A róm. kath. templom 1805-ben, a református pedig 1791-ben épült. Saját postája, távírója és vasúti állomása van. Ide tartoznak Kaczagó, Alsó- és Felső-Nándor, Alsó-Csobánka és Csobánka puszták. Ez utóbbi régen község volt és 1427-ben Csobánkaháza néven említik. Rimaszécs vidékén hajdan még négy község feküdt, melyek már rég elpusztultak. Ezek Rogas, mely 1216-ban és 1387-ben merül fel, továbbá Kuslód (Cuslood), melyről szintén 1216-ban van szó, azután Miklósfalva, mely 1431-ben még falu és végre Elekesfölde, mely a XV. században mint a Jánosfalviak, Fügedyek és azután az Abaffyak birtoka szerepel.”
A trianoni diktátumig Gömör és Kishont vármegye Feledi járásához tartozott. 1938 és 1944 között újra Magyarország része volt.

## Népessége
| Év:            | 1994. | 2004.   | 2014.   | 2024.   |
| -------------- | ----- | ------- | ------- | ------- |
| Emberek száma: | 1700  | 1869    | 2039    | 2219    |
| Eltérés:       |       | +9,94 % | +9,09 % | +8,82 % |

| Év:            | 2023. | 2024.   |
| -------------- | ----- | ------- |
| Emberek száma: | 2221  | 2219    |
| Eltérés:       |       | -0,09 % |

1910-ben 1653-an, túlnyomórészt magyarok lakták.
2011-ben 1936 lakosából 1763 magyar, 92 szlovák és 45 cigány.
2021-ben 2148 lakosából 1725 magyar (80,3%), 234 szlovák, 148 cigány, 2 rutén, 1 cseh, 1 német, 37 ismeretlen nemzetiségű.

## Látnivalók
- Református temploma gótikus, melyet reneszánsz stílusban átépítettek, majd 1791-ben felújítottak. Erődített fal övezi
- Római katolikus templom[7]
- Emlékmű

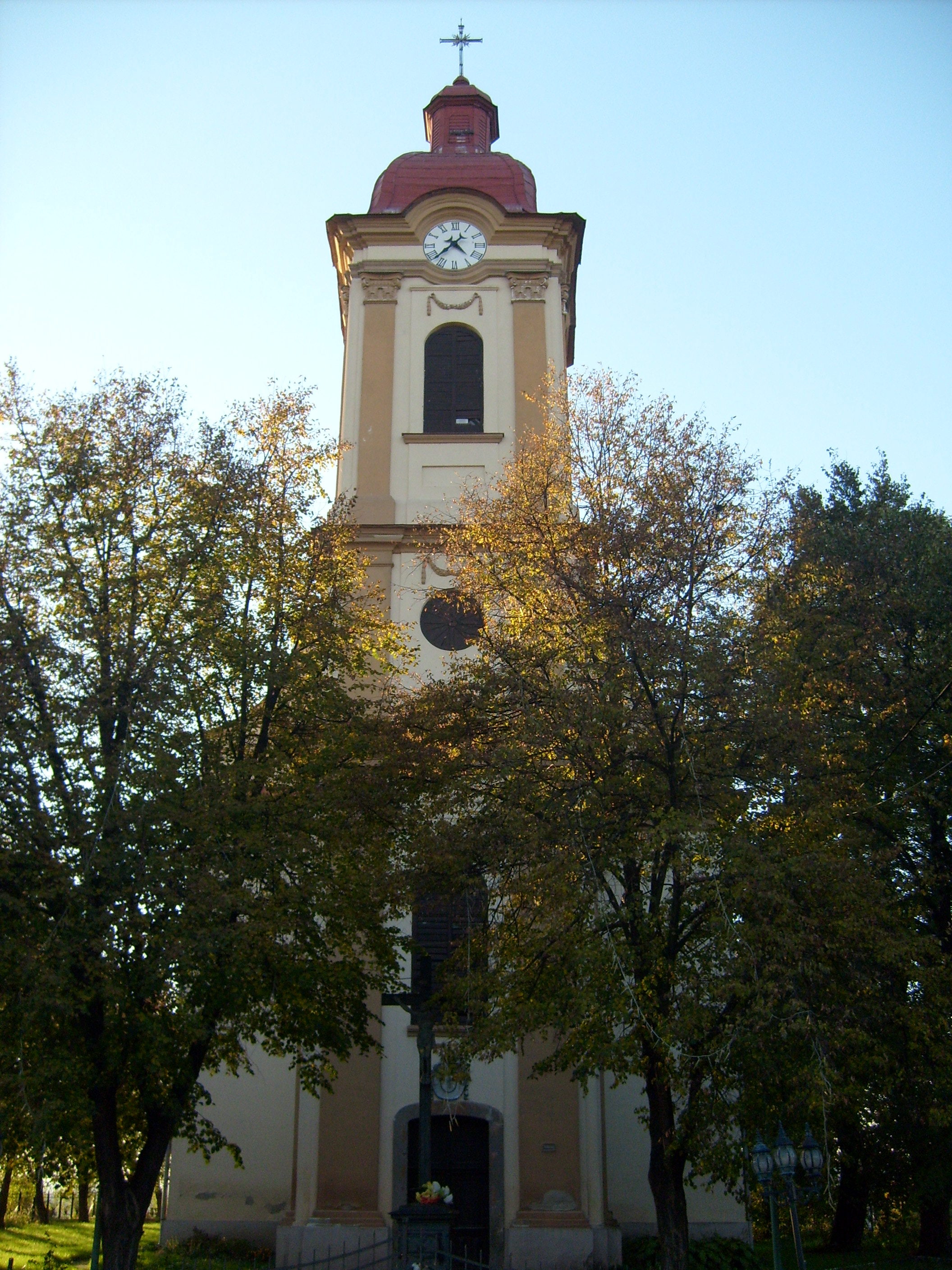
A római katolikus templom
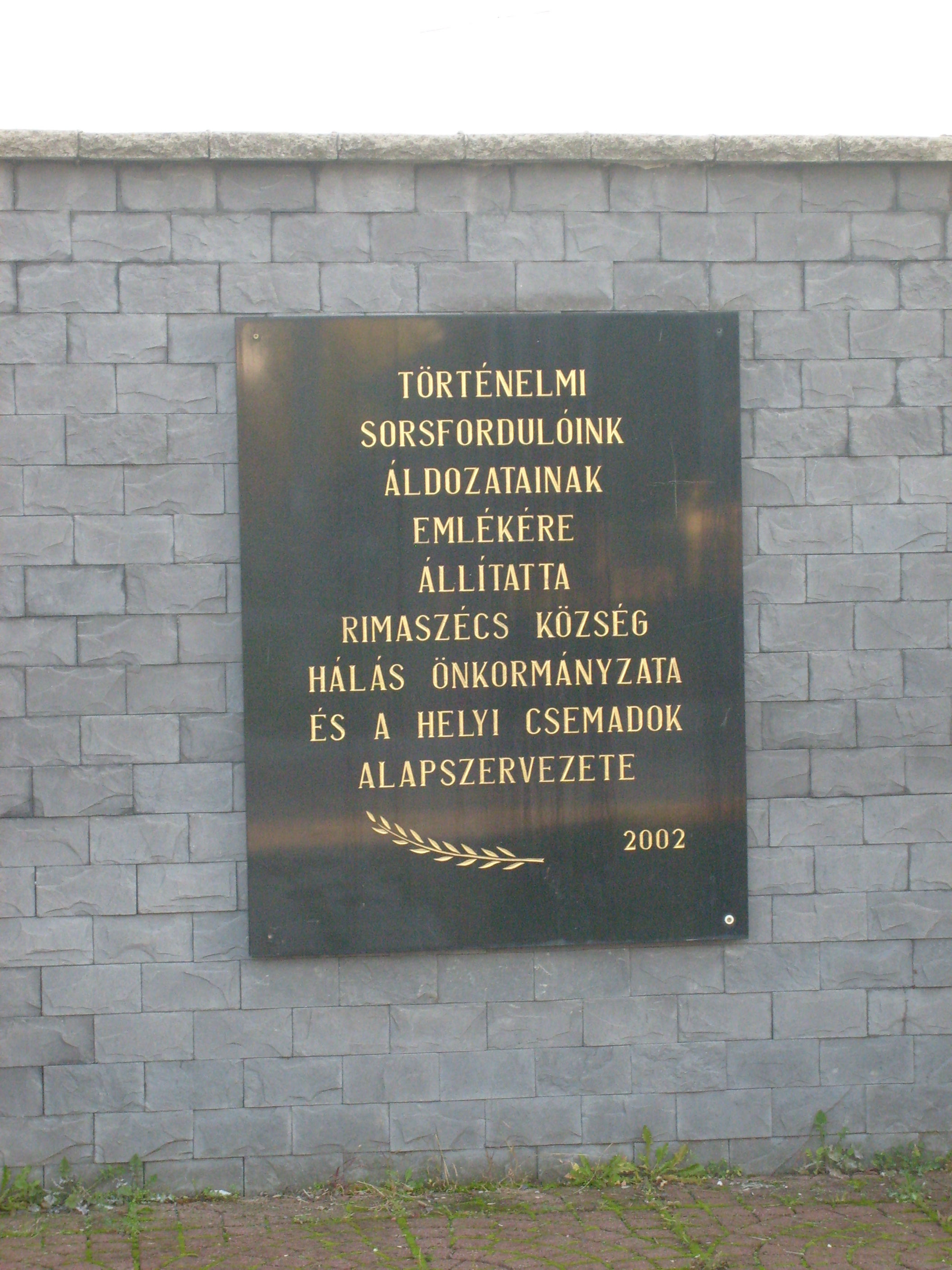
A 2002-ben készült Emlékmű

## Neves személyek
- Talán itt született és itt volt református lelkész Otrokocsi Fóris Ferenc teológus és nyelvészeti író.
- Itt született 1860-ban Fery Oszkár Aurél csendőrtábornok.
- Itt született 1924-ben Jarmila Štítnická szlovák író, szerkesztő és publicista.
- Itt született 1953-ban Stubendek László politikus, a szlovákiai Komárom polgármestere.
- Itt tanult Tóth Elemér felvidéki magyar költő, író, műfordító, szerkesztő.